# Comuna Kutîșce, Tlumaci
Kutîșce (în ucraineană Кутище) este o comună în raionul Tlumaci, regiunea Ivano-Frankivsk, Ucraina, formată din satele Hrabîceanka, Kutîșce (reședința) și Lîsa Hora.

## Demografie
Componența lingvistică a comunei Kutîșce
     Ucraineană (99,8%)
     Alte limbi (0,2%)
Conform recensământului din 2001, majoritatea populației comunei Kutîșce era vorbitoare de ucraineană (99,8%), existând în minoritate și vorbitori de alte limbi.